# Ahmad Hammam
Ahmad Mahmud Hammam (arab. أحمد محمود همام) – egipski zapaśnik walczący w stylu wolnym. Mistrz igrzysk afrykańskich w 1995 i brązowy medalista mistrzostw Afryki w 1996 roku.